# Fruit de ma récente nuit blanche
Albums de Dany Bedar
Écoute-moi donc
Fruit de ma récente nuit blanche est le premier album de l'artiste Dany Bédar.

## Détails
Ceci est le premier album solo de Dany Bédar. Il œuvrait auparavant au côté du groupe La Chicane.

## Liste des chansons
| No  | Titre                            | Durée |
| --- | -------------------------------- | ----- |
| 1.  | Le Chapeau                       | 3:42  |
| 2.  | Le Nombril                       | 3:06  |
| 3.  | Voyeur                           | 3:39  |
| 4.  | Sourire                          | 3:37  |
| 5.  | Faire la paix avec l'amour       | 3:45  |
| 6.  | Histoire du bon vieux temps      | 3:32  |
| 7.  | Pour le temps qu'il nous reste   | 1:06  |
| 8.  | L'Ours (samedi soir)             | 2:31  |
| 9.  | Ton hommage, ma révérence        | 3:44  |
| 10. | Fruit de ma récente nuit blanche | 4:01  |
| 11. | Toutou (pantoute)                | 9:13  |

## Singles
1. Voyeur
2. Faire la paix avec l'amour
3. Histoire du bon vieux temps

## Prix et nominations
Nomination pour un prix Félix 2003 pour la chanson Faire la paix avec l'amour.